# Tongoy
Tongoy – miasto w Chile, w regionie Coquimbo, w prowincji Elqui, nad Oceanem Spokojnym.